# Suro Baru (Ujan Mas)
Suro Baru is een bestuurslaag in het regentschap Kepahiang van de provincie Bengkulu, Indonesië. Suro Baru telt 820 inwoners (volkstelling 2010).